# Hälltjärnen (Ockelbo socken, Gästrikland, vid Korpsjön)
Hälltjärnen är en sjö i Ockelbo kommun i Gästrikland och ingår i Gavleåns huvudavrinningsområde.